# Lo Boïgot Rodó
Lo Boïgot Rodó és un paratge constituït per antics camps de conreu parcialment abandonats, en els quals ha tornat a créixer el bosc, del terme municipal de Conca de Dalt, al Pallars Jussà, a l'antic terme de Toralla i Serradell, en el territori del poble de Serradell.
Es tracta d'un antic bosc en part talat (boïga) que més tard fou paricalment abandonat, estat en què es troba actualment. És al sud-oest de Serradell, al nord i dessota de l'Obac de Serradell i a ponent de la Riba Roia, a la dreta del riu de Serradell i del barranc de Pla Mià.